# Polonæse
En polonæse (polsk: 'polonez') er en langsom dans i ¾-takt af polsk oprindelse. Ordet kommer af fransk 'polonaise', der er femininum af tillægsordet 'polonais' (“polsk”). ‘Polonæse’ bruges også om musikken til denne dans.
Polonæsens rytme minder om den svenske polska i sekstendedelstakt, og de to danse har fælles oprindelse.
Polonæsen er en udbredt karnevalsdans. På polske gymnasier er polonæsen traditionelt den første dans, der danses ved en ‘studniówka’ (en gallafest for kommende studenter 100 dage før eksaminerne).

## Polonæsen i klassisk musik
I musikalsk notation angiver betegnelsen ‘alla polacca’ (‘polacca’ betyder “polonæse” på italiensk), at et musikstykke eller en passage skal spilles som en polonæse (som f.eks. rondoen i Beethovens Koncert for violin, cello og klaver i C-dur (opus 56) og finalen i Chopins Variationer over ’La ci darem la mano’).
Frédéric Chopins polonæser er de mest kendte inden for klassisk musik. Blandt andre klassiske komponister, som komponerede polonæser eller værker med polonæserytme, kan nævnes Johann Sebastian Bach, Wolfgang Amadeus Mozart, Michał Kleofas Ogiński, Franz Schubert, Vincenzo Bellini, Carl Maria von Weber, Robert Schumann, Franz Liszt, Moritz Moszkowski, Friedrich Baumfelder, Mauro Giuliani, Modest Mussorgskij, Pjotr Iljitj Tjajkovskij og Alexander Skrjabin.
John Philip Sousa, der komponerede Presidential Polonaise, ønskede at få besøgende til at bevæge sig hurtigt igennem Det Hvide Hus’ modtagelsesområde. Sousa komponerede værket i 1886 på opfordring af præsident Chester A. Arthur, som imidlertid døde, inden værket blev opført.

## Nationaldans
Polonæsen er en polsk folkedans og en af Polens fem nationaldanse. De fire andre er mazurka ('mazur'), kujawiak, krakowiak og oberek.